# Estadio Río Paraití
Het Estadio Río Paraití is een multifunctioneel stadion in Pedro Juan Caballero, een stad in Paraguay. Het stadion wordt vooral gebruikt voor voetbalwedstrijden, de voetbalclub Club 2 de Mayo maakt gebruik van dit stadion. In het stadion is plaats voor 22.000 toeschouwers. In 1964 werd het stadion geopend en in 1999 gerenoveerd.

## Internationale toernooien
Dit stadion werd in 1999 gebruikt voor wedstrijden op de Copa América 1999. Dat toernooi werd van 29 juni tot en met 18 juli 1999 in Paraguay gespeeld. Er waren 2 wedstrijden in de groepsfase van het toernooi.
| № | Datum       | Wedstrijd       | Uitslag | Toernooi                       | Toeschouwers |
| - | ----------- | --------------- | ------- | ------------------------------ | ------------ |
| 1 | 5 juli 1999 | Bolivia – Japan | 1 – 1   | Copa América 1999 – groepsfase | 8.000        |
| 2 | 5 juli 1999 | Paraguay – Peru | 1 – 0   | Copa América 1999 – groepsfase | 8.000        |

Tussen 7 en 28 januari 2007 was in Paraguay het Zuid-Amerikaans kampioenschap onder 20 jaar. In dit stadion waren er op dat toernooi 10 groepswedstrijden.